# Cantar de Sancho II

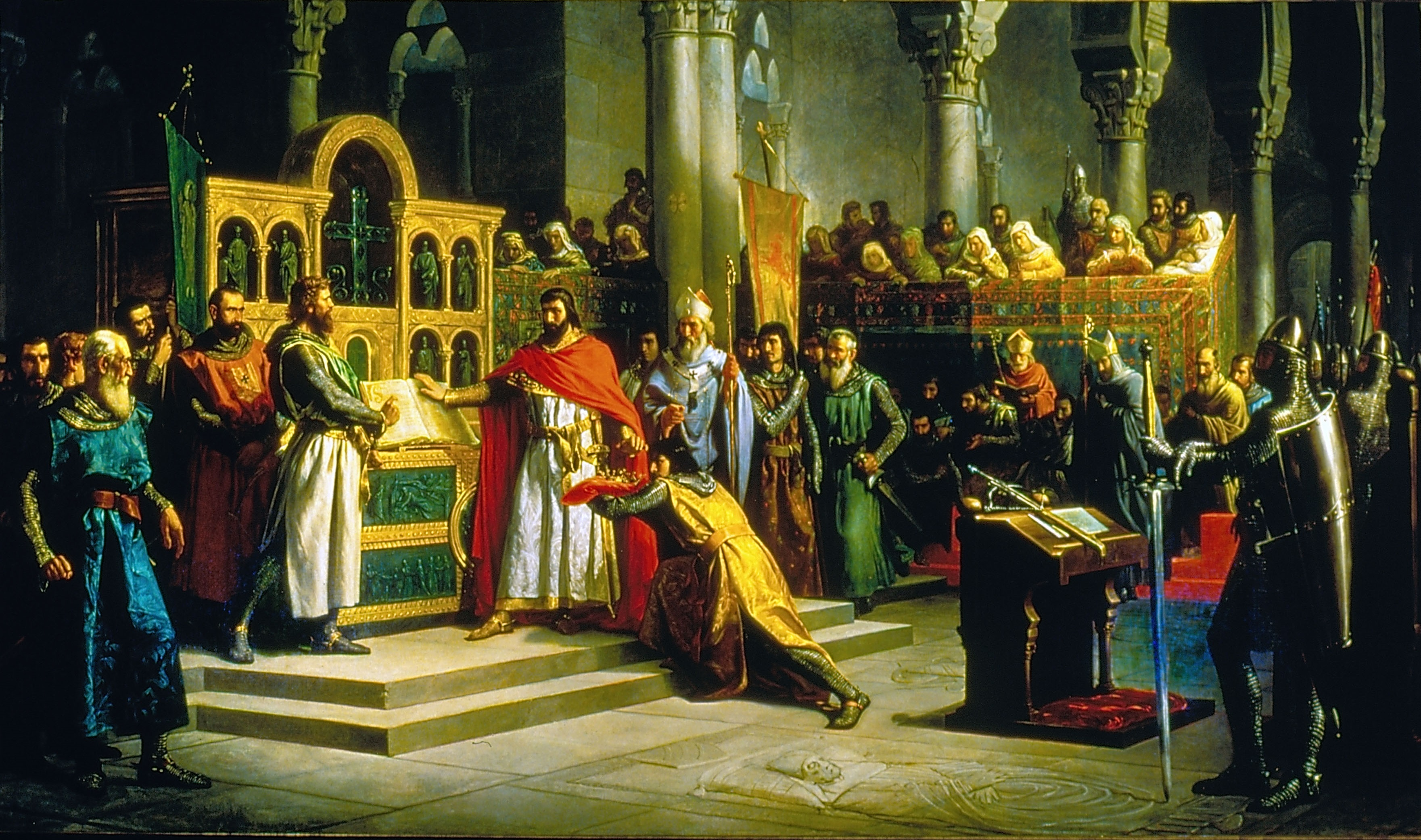
Jura de Santa Gadea, de Marcos Hiráldez de Acosta. 1864. (Palacio del Senado de España, Madrid).

Cantar de Sancho II es un cantar de gesta de la literatura española medieval perdido y reconstruido a partir de su prosificación en la Crónica najerense (último cuarto del siglo XII) y en la Primera Crónica General —es decir, la refundición de la alfonsí Estoria de España (c. 1260-1274), más la llamada Versión crítica (1282-1284) y la Versión amplificada o sanchina (finalizada en 1289 bajo Sancho IV de Castilla)— que narra cómo Sancho II de Castilla se levanta contra sus hermanos (García, monarca de Galicia, Alfonso, rey de León, y Urraca) y muere en el cerco de Zamora a manos de Vellido Dolfos. 

## Versiones
Deyermond habla de dos versiones: 
- La primera, recogida en la Chronica naierensis, se apoyaría exclusivamente en un poema de origen latino titulado Carmen de morte Sanctii regis; aunque no descarta la existencia de un texto en castellano, «a causa de la narrativa coherente y del acusado tenor épico, que se pueden vislumbrar a través de la prosa latina de los historiadores; una narrativa, por cierto, muy distinta de la que se encuentra en la Estoria de España».[1]

El argumento de esta primera versión es «esencialmente una secuencia de venganza y contravenganza en la que se atribuye a la princesa Urraca la responsabilidad principal del asesinato de Sancho y se insinúa que está motivada por su amor incestuoso hacia su hermano Alfonso». No cree que el cantar incluyera la Jura de Santa Gadea, sino que terminaría con el reto y los duelos entre los campeones de la ciudad de Zamora y los del rey muerto. Por lo tanto, sus rasgos distintivos la asocian más con el ciclo de los Condes de Castilla que con el del Cid.
- La segunda versión, prosificada en las versiones ampliadas de la Estoria de España, difiere bastante de la resumida en la Chronica naierensis. Así, por ejemplo:

1. La cadena de venganzas y contravenganzas es mucho menor.
2. Se atenúan las sugerencias de un amor entre Urraca y su hermano Alfonso, sustituidas por las de un romance de juventud entre la princesa y Rodrigo Díaz.

Es posible que esta segunda versión se compusiera en la primera mitad del siglo XIII, ajustándose al naciente ciclo cidiano.
La prosificación alfonsina se utilizó en obras posteriores como la Crónica de los reyes de Castilla, el Sumario del Despensero de la reina doña Leonor, la Crónica abreviada de Diego de Valera o el Valerio de las historias escolásticas y de España y el Compendio historial, ambas de Diego Rodríguez de Almela.